# Messiah Marcolin
Messiah Marcolin, pseudonimo di Bror Alfredo Marcolin (Ronneby, 10 dicembre 1967), è un cantante svedese, ex membro della doom metal band Candlemass.

## Biografia
Nacque da padre italiano (dell'isola veneziana di Murano) e madre svedese, ed iniziò la sua carriera musicale nel 1984, quando divenne batterista del gruppo doom metal svedese Mercy. Ben presto però decise di abbandonare la batteria e di dedicarsi al canto, diventando il cantante degli stessi Mercy. Con loro registrò i primi due album del gruppo, Mercy nel 1984 e Witchburner nel 1985. Dopo la pubblicazione di Witchburner abbandonò la band, volendo dedicarsi ad un sound più oscuro e pesante.
Nel 1986 incontrò Leif Edling, bassista dei Candlemass, che gli propose di diventare il nuovo cantante del gruppo (infatti i Candlemass si erano appena separati dal cantante Johan Langquist, che rientrò successivamente ed attualmente è il frontman). Messiah accettò e registrò il loro secondo album, Nightfall, nel 1987. Proprio durante i concerti del gruppo si fece notare per il suo stile vocale particolare, e soprattutto per la sua attitudine sul palco: era infatti solito vestirsi con un saio nero. Nel 1988 registrò il suo secondo album con i Candlemass, Ancient Dreams, e nel 1989 il terzo, Tales of Creation. Subito dopo la registrazione di quest'album il gruppo partì per un lungo tour mondiale al termine del quale, nel 1991, Messiah lasciò la band per dissidi con gli altri membri.
Nel 1992 fondò con Mike Wead, anche lui ex Candlemass, i Memento Mori, gruppo doom metal con venature power. Con il gruppo registrò due album, Rhymes of Lunacy nel 1993 e Life, Death, and Other Morbid Tales nel 1994, per poi abbandonarlo nello stesso anno alla ricerca di nuove sonorità. Uscito dai Memento Mori si unì agli Stillborn nei quali rimase fino al 1996 (anno dello scioglimento del gruppo), registrando un solo album.
Dopo lo scioglimento degli Stillborn diede vita ad un progetto chiamato "Colossus" con alcuni degli ex membri della band, ma il progetto fini nello stesso anno dopo aver registrato solo una demo ed aver partecipato ad un album tributo ai Metallica con una cover di Sad but True. Al termine di questa breve esperienza si riunì ai Memento Mori e registrò il loro quarto album che venne pubblicato nel 1997, ma la band, già in crisi da tempo, si sciolse di lì a poco.
Nel 2001 gli fu chiesto di partecipare alla reunion dei Candlemass, ed egli accettò. Nel contempo, Messiah decise di fondare una band propria, i Requiem. Tuttavia l'intensa attività live dei Candlemass gli impedì di concentrarsi seriamente su questo progetto, e fu costretto a sciogliere la band dopo aver registrato solo una demo. Nel 2005 registrò con i Candlemass l'album omonimo, prima di essere estromesso definitivamente dalla band a causa del suo carattere scontroso nel 2006.
Nel 2007 partecipa in veste di ospite ad alcuni concerti dei Therion. Dal 2008 inizia a comporre musica per il suo album solista, ma il progetto viene accantonato poco tempo dopo. Nel 2011 appare come ospite ad un concerto del gruppo doom metal cileno Procession e in occasione di un festival svedese condivide il palco con la band heavy metal Portrait, reinterpretando Black Funeral dei Mercyful Fate. Nel 2012 partecipa ad un concerto degli Oz.

## Discografia

### Con i Mercy
Album in studio
- 1984 - Mercy
- 1985 - Witchburner

### Con i Candlemass
Album in studio
- 1987 - Nightfall
- 1988 - Ancient Dreams
- 1989 - Tales of Creation
- 2005 - Candlemass

Album dal vivo
- 1990 - Live
- 2003 - Doomed for Live

Raccolte
- 2003 - Diamonds of Doom
- 2004 - Essential Doom
- 2005 - Doom Songs the Singles 1986-1989

### Con i Memento Mori
Album in studio
- 1993 - Rhymes of Lunacy
- 1994 - Life, Death, and Other Morbid Tales
- 1997 - Songs for the Apocalypse Vol IV